# Giovanni Battista Rovero
Giovanni Battista Rovero (Pralormo, 28 de novembro de 1684 - Turim, 9 de outubro de 1766) foi um cardeal do século XVIII

## Biografia
Nasceu em Pralormo em 28 de novembro de 1684. Quarto dos cinco filhos de Carlo Odone Rovero e Paola Curbis. Os outros filhos eram Giuseppe Antonio, Caterina, Isabelle Felice e Girolamo. Seu primeiro nome também está listado como Giambattista; e seu sobrenome como Roero; como rotariano; como Rotario; e como Rotarius de Pralormo.
Estudou em Turim e Roma; e mais tarde, na Universidade de Pisa, onde obteve o doutorado in utroque iure , direito canônico e civil, em 27 de junho de 1706. Retornou a Turim após terminar seus estudos..
Ordenado em 21 de março de 1711. Na arquidiocese de Turim, cônego; e mais tarde, arquidiácono de seu cabido metropolitano; assessor do arcebispo. Consultor da Suprema SC da Inquisição Romana e Universal, 19 de janeiro de 1716. Nomeado ao episcopado pelo rei Vittorio Amadeo da Sardenha..
Eleito bispo de Acqui, em 1º de outubro de 1727. Consagrada, em 12 de outubro de 1727, capela paulina do palácio Quirinale, Roma, pelo Papa Bento XIII, auxiliado por Francesco Finy, arcebispo titular de Damasco, e por Antonio Gentili, arcebispo titular de Petra . Apresentado pelo rei Carlo Emmanuel III da Sardenha para a arquidiocese de Turim em 24 de dezembro de 1743. Elevado à sé metropolitana de Turim em 3 de fevereiro de 1744; ele recebeu o pálio naquele mesmo dia. Nomeado abade commendatario de S. Maria di Casanova pelo rei Carlo Emmanuel III da Sardenha, que o condecorou com a Ordem da SS.ma Annunziata , como chanceler; e que também pediu ao papa sua promoção ao cardinalato..
Criado cardeal sacerdote no consistório de 5 de abril de 1756; recebeu o chapéu vermelho em 27 de julho de 1758; e o título de S. Crisogono, 2 de agosto de 1758. Participou do conclave de 1758, que elegeu o Papa Clemente XIII. Atribuído à SS. CC. Bispos e Regulares, Ritos, Imunidade Eclesiástica e Indulgências e Relíquias Sagradas. Foi um escrupuloso observador da disciplina eclesiástica..
Morreu em Turim em 9 de outubro de 1766, às 13 horas, de attacco al petto , doença que sofria há vários meses. Exposto na catedral metropolitana de Turim, onde ocorreram as exéquias solenes; e enterrado na igreja dos Carmelitas Descalços, Turim, no túmulo que ele havia construído para si, com uma simples inscrição fúnebre. Ele tinha sido um benfeitor daquela igreja..